# 三塔镇站
三塔镇站位于安徽省阜阳市颍州区三塔集镇，是京九铁路的一座火车站，等级为四等站，距北京西站879公里，距常平站1436公里，本站及相邻上下行区间均为电气化区段。车站建于1996年，只办理货运，不办理客运业务。